# Michael Pewny
Michael Pewny (Wenen, 11 november 1963) is een Oostenrijkse jazz-, boogiewoogie- en bluespianist.

## Biografie
Vanaf 6-jarige leeftijd kreeg Pewny klassieke pianolessen van zijn vader Leopold Pewny (1940-2018). Hij kwam voor het eerst in aanraking met boogiewoogie op 13-jarige leeftijd. Vanaf dat moment stond deze stijl centraal in zijn muzikale werk. Op 13-jarige leeftijd ontdekte hij zijn liefde voor de blues en hoorde hij opnamen van Albert Ammons, Pete Johnson en Meade Lux Lewis. In 1979 had Pewny zijn eerste publieke optreden in het Hietzing Centrum voor Volwassenenonderwijs. In 1981 speelde hij in de Weense club Papa's Tapas. Na zijn afstuderen aan het International Business College Hetzendorf, militaire dienst en studies aan de Weense Universiteit voor Economie en Bedrijfskunde, later ook de Donau Universiteit Krems en andere cluboptredens en sessies (Jazzland, Roter Engel, Starclub Wien), nam hij in 1988 zijn eerste lp Vienna Boogie Woogie op, met Torsten Zwingenberger op drums. In 1990 produceerde Bellaphon Records de cd Left Hand Roller met Pewny en de Engelse zangeres Dana Gillespie.
Na verschillende reizen naar de Verenigde Staten, bij voorkeur naar New Orleans, met Günther Schifter en de Jazzhouse Ramblers uit Krems an der Donau, tournees en televisieoptredens, nam hij in 1992 zijn tweede cd Boogie on My Mind op met Martin Wichtl en de zangeres Sabine Ruzicka uit Krems. Hij had optredens op het Vienna Jazz Festival en festivals in Hamburg, Parijs, München, Kitzbühel, Cincinnati, Ecaussinnes, Burghausen (met Big Jay McNeely & Dana Gillespie), Ermelo, Laroquebrou en reizen naar Dallas, Chicago en het Verre Oosten, die Pewny in 1999 inspireerden met Al Cook, Martin Breinschmid en zijn vader Leopold voor de opname van Movin' to Chicago.
Ter gelegenheid van zijn 20-jarig podiumjubileum werd in 2000 de cd 20 Years Jamboree uitgebracht. In 2001 lanceerde Pewny bij zijn eigen label Susy Records Steamin 'Blues in 1999. In 2003 werd zijn eerste dvd geproduceerd en vervolgens bezocht hij festivals in Lugano in Zwitserland met Silvan Zingg en Axel Zwingenberger, evenals La Roquebrou in Zuid-Frankrijk met Jean Paul Ammouroux, Martijn Schok, Ricky Nye, Christian Bleiming, Errol Dixon, Stefano Franco, Greta Holtrop en Karen Caroll uit Chicago. In 2003 was hij betrokken bij opnamen met Jean-Paul Amouroux. In 2004 trad hij op in het Wiener Konzerthaus met Peter Rapp. Van 2007 tot 2014 was hij muzikaal leider en artistiek leider van het International Brunner Blues & Boogie Woogie Festival in Brunn am Gebirge. Na verdere publicaties kwam zijn eerste soloalbum The Hollywood Pianist uit in 2012, nadat een titel van zijn eerste cd (met Torsten Zwingenberger) werd gebruikt in de Hollywood-film He's Just Not Into You met Ben Affleck en Jennifer Aniston. In 2015 speelde Pewny in het Radiokulturhaus Funkhaus Wien.

## Discografie
- 1988/1994: LP/CD Vienna Boogie Woogie SR04CD met Torsten Zwingenberger
- 1999: Movin to Chicago SR01CD met Al Cook, Leopold Pewny e.a.
- 2000: 20 Years Jamboree SR02Cd met Oscar Klein, Willi Meerwald, Hans Bichler, Gerd Stächelin
- 2004: Jazzy Blues SR09CD met Karen Carroll
- 2009: Best of 30 years SR11CD & Friends Sampler
- 2014: Michael Pewny & Big Jay McNeely live in Vienna Reigen
- 2014: Michael Pewny live in Vienna SR14CD solo
- 2015: Special Blues Nights in Vienna SR15CD
- 2017: Boogie Woogie News SR16CD met Axel Zwingenberger, Vince Weber & Friends